# Nonciature apostolique en Afrique du Sud
La nonciature apostolique en Afrique du Sud constitue la représentation officielle du Saint-Siège à Pretoria, où réside le nonce apostolique.

## Histoire
La nonciature apostolique en Afrique du Sud est établit en 1994, néanmoins, il existait déjà un délégué apostolique en place à Pretoria auparavant. Ce dernier arrive pour la première fois en 1922 avec le rôle de représenter le Saint-Siège dans l’ensemble de l’Afrique. Peu à peu, son rôle se précise, en Afrique australe, puis en Afrique du Sud.
Le nonce apostolique de Pretoria exerce également sa fonction auprès du Botswana, de l'Eswatini (en), du Lesotho (en), et de la Namibie (en).

## Représentants papaux en Afrique du Sud

### Délégués apostoliques
- Bernard Gijlswijk (de) (1922-1944), également archevêque titulaire d'Euchaitae (de)
- Martin Lucas (en) (1945-1952), également archevêque titulaire d'Adulis (de)
- Celestine Damiano (en) (1952-1960), également archevêque titulaire de Nicopolis-en-Épire (de)
- Joseph McGeough (en) (1960-1967), également archevêque titulaire d'Émèse (de)
- John Gordon (1967-1971), également archevêque titulaire de Nicopolis ad Nestum (de)
- Alfredo Poledrini (en) (1971-1978), également archevêque titulaire de Vazari (de)
- Edward Cassidy (1979-1984), également archevêque titulaire d'Amantia (de)
- Joseph Mees (1985-1987), également archevêque titulaire d'Ypres (de)
- Ambrose De Paoli (1988-1994), également archevêque titulaire de Lares (de)

### Nonces apostoliques
- Ambrose De Paoli (1994-1997), également archevêque titulaire de Lares (de)
- Manuel Monteiro de Castro (1998-2000), également archevêque titulaire de Beneventum (de)
- Blasco Francisco Collaço (2000-2006)[1], également archevêque titulaire d'Octava (de)
- James Patrick Green (2006-2011)[2], également archevêque titulaire d'Altinum (de)
- Mario Roberto Cassari (2012-2015)[3], également archevêque titulaire de Truentum (de)
- Peter Bryan Wells (2016-2023)[4], également archevêque titulaire de Marcianopolis (de)
- Henryk Jagodziński (2024-en cours)[5], également archevêque titulaire de Limosano (de)